# O Nascimento de Vênus (Bouguereau)
O Nascimento de Vênus (em francês La Naissance de Vénus) é um das obras mais famosas do pintor William-Adolphe Bouguereau, pintada em 1879. 

## Descrição
É uma representação do nascimento de Vênus, deusa romana do amor, mede 300 cm por 218 cm e foi pintado a óleo. Encontra-se atualmente em exposição no Museu de Orsay em Paris.